# Meiji Tennō
Mutsuhito, conocido por su nombre póstumo como Meiji Tennō (明治天皇?) (Kioto, 3 de noviembre de 1852-Tokio, 30 de julio de 1912), fue hijo de Kōmei Tennō y la concubina Yoshiko Nakayama, y el 122.o emperador de Japón, de acuerdo con el orden tradicional de sucesión imperial japonés, reinando desde el 3 de febrero de 1867, hasta su muerte en 1912.
Cuando Mutsuhito nació, Japón era un país aislado, preindustrial y feudal, dominado por el shogunato Tokugawa y los daimyō, que controlaban los más de 250 dominios descentralizados del país. 
Como todos sus predecesores, desde su muerte ha sido llamado por su nombre póstumo. Su nombre personal era Mutsuhito. Habiendo gobernado este en el periodo Meiji, se le conoce como emperador Meiji, excepto fuera de Japón, donde algunas veces se refieren a él como Emperador Mutsuhito, al contrario de la costumbre japonesa. Después de su muerte se estableció la tradición de siempre dar al emperador el nombre de la era correspondiente a su reinado, es decir, que la era solo finaliza con el fallecimiento o renuncia del emperador, a diferencia de otros reinados donde las eras podían finalizar por otros motivos como desastres naturales u otros eventos importantes.

## Antecedentes
El shogunato Tokugawa se había establecido a principios del siglo XVII. Bajo su regla, el shōgun gobernó Japón. Unos 180 señores, conocidos como daimyōs, gobernaban reinos autónomos bajo el shōgun, y ocasionalmente el shōgun pedía regalos a los daimyōs pero no imponía impuestos. El shōgun también controlaba a los daimyōs de otras maneras; solo el shōgun podía aprobar los matrimonios de daimyōs, y el shōgun podía deshacer a un daimyō de sus tierras. 
Tokugawa Ieyasu, que se había retirado oficialmente de su cargo en 1605, fue el primer shōgun Tokugawa. Al retirarse, Tokugawa Ieyasu y su hijo Tokugawa Hidetada, el shōgun titular, emitieron un código de conducta para la nobleza en 1605. Según el código, el Emperador debía dedicar su tiempo a la erudición y las artes.  Los emperadores bajo el shogunato parecen haberse adherido estrechamente a este código, al estudiar los clásicos confucianos y dedicar tiempo a la poesía y la caligrafía.  A los emperadores solo se les enseñaron los rudimentos de la historia y geografía japonesa y china. El shōgun no buscó el consentimiento o el consejo del Emperador para sus acciones. 
Poco después de tomar el control a principios del siglo XVII, los funcionarios del shogunato (conocidos genéricamente como bakufu) terminaron gran parte del comercio occidental con Japón y prohibieron a los misioneros en las islas. Además del importante comercio chino, solo los holandeses continuaron el comercio con Japón, manteniendo un puesto en la isla de Dejima, en la bahía de Nagasaki. Sin embargo, a principios del siglo XIX, los buques europeos y estadounidenses aparecieron en las aguas alrededor de Japón con una frecuencia cada vez mayor.
Los matrimonios consanguíneos eran comunes en la historia temprana de la clase alta japonesa como una forma de proteger el linaje ideal o real. Sin embargo, esto trajo consecuencias inesperadas. Meiji tenía enfermedades hereditarias que eran el resultado de la endogamia. Estos defectos genéticos incluyeron, entre otros, el prognatismo mandibular y la deformación espinal, que también se pueden encontrar en sus hijos. Además de las enfermedades congénitas, Meiji también sufría de beriberi y apenas podía caminar. Tuvo quince hijos con sus concubinas. Diez de ellos murieron prematuramente. El príncipe Yoshihito (más tarde emperador Taishō) fue el único heredero masculino que alcanzó la edad adulta, pero su cuerpo y mente eran débiles, con meningitis, diabetes, trombosis cerebral y enfermedades mentales.

## Biografía
El Príncipe Mutsuhito nació el 3 de noviembre de 1852 en una pequeña casa en la propiedad de su abuelo materno en el extremo norte del Palacio. La madre del príncipe Mutsuhito, Nakayama Yoshiko, era una concubina de su padre, el emperador Kōmei, e hija del consejero principal en funciones, Nakayama Tadayasu.  El joven príncipe recibió el nombre de Sachinomiya, o Príncipe Sachi.
Gran parte de la infancia del Emperador se conoce solo a través de relatos posteriores, que su biógrafo Donald Keene señala que a menudo son contradictorios. Un contemporáneo describió a Mutsuhito como saludable y fuerte, algo intimidante y excepcionalmente talentoso en el sumo. Otro afirma que el príncipe era delicado y a menudo enfermo. Algunos biógrafos afirman que se desmayó cuando escuchó disparos por primera vez, mientras que otros lo niegan.  El 16 de agosto de 1860, Sachinomiya fue proclamado príncipe de la sangre y heredero al trono y fue formalmente adoptado por la consorte de su padre. Más tarde ese año, el 11 de noviembre, fue proclamado príncipe heredero y se le dio un nombre adulto, Mutsuhito.  El príncipe comenzó su educación a la edad de siete años. Probó ser un estudiante indiferente, y en las últimas etapas de su vida escribió poemas, lamentando no haberse aplicado más en la práctica de la escritura.

## Reinado

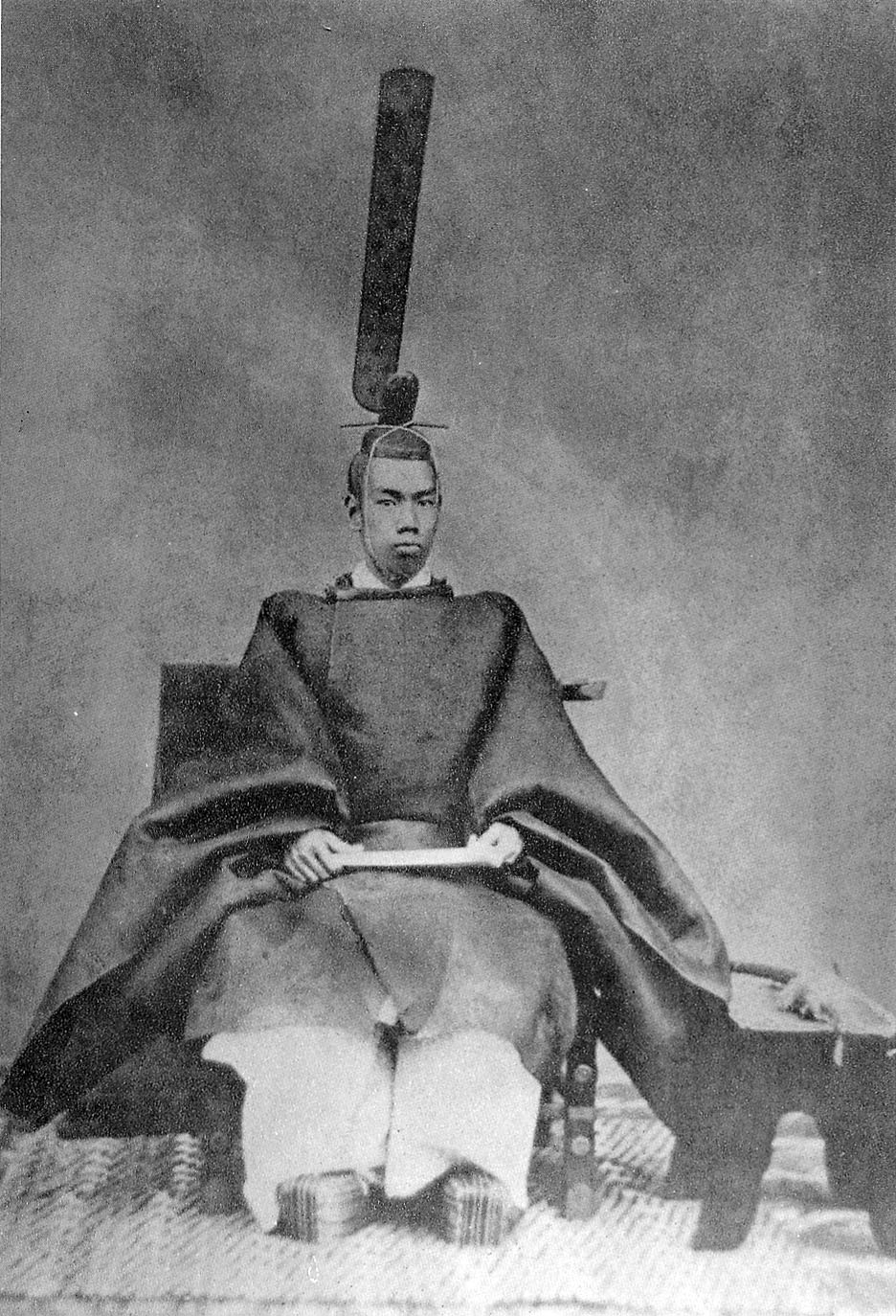
El Emperador Meiji en 1872

El emperador Kōmei cayó gravemente enfermo a la edad de 36 años y murió el 30 de enero de 1867. 
En una breve ceremonia en Kioto, el príncipe heredero ascendió formalmente al trono el 3 de febrero de 1867.  El nuevo emperador continuó su educación clásica, que no incluía asuntos de política. Mientras tanto, el shōgun Yoshinobu luchó por mantener el poder. En repetidas ocasiones solicitó la confirmación del emperador de sus acciones, que finalmente recibió, pero no hay indicios de que el joven emperador estuviera involucrado en las decisiones. Los shishi y otros rebeldes continuaron dando forma a su visión del nuevo Japón, y aunque veneraban al Emperador, no habían pensado en que él participara activamente en el proceso político.
La lucha política alcanzó su punto culminante a fines de 1867. Se llegó a un acuerdo mediante el cual Yoshinobu mantendría su título y parte de su poder, pero el poder legislativo se conferiría a una legislatura bicameral basada en el modelo británico. El acuerdo se vino abajo y el 9 de noviembre de 1867, Yoshinobu presentó oficialmente su renuncia al Emperador y renunció formalmente diez días después.  Al mes siguiente, los rebeldes marcharon hacia Kyoto, tomando el control del Palacio Imperial.  El 4 de enero de 1868, el Emperador leyó ceremoniosamente un documento ante el tribunal que proclamaba la "restauración" del dominio imperial,  y al mes siguiente, se enviaron documentos a potencias extranjeras:

El Emperador de Japón anuncia a los soberanos de todos los países extranjeros y a sus súbditos que se ha otorgado permiso al shōgun Tokugawa Yoshinobu para devolver el poder de gobierno de acuerdo con su propia solicitud. En adelante, ejerceremos la autoridad suprema en todos los asuntos internos y externos del país. En consecuencia, el título de Emperador debe ser sustituido por el de Taikun, en el que se han hecho los tratados. Los oficiales están siendo nombrados por nosotros para la conducción de los asuntos exteriores. Es deseable que los representantes de los poderes del tratado reconozcan este anuncio".

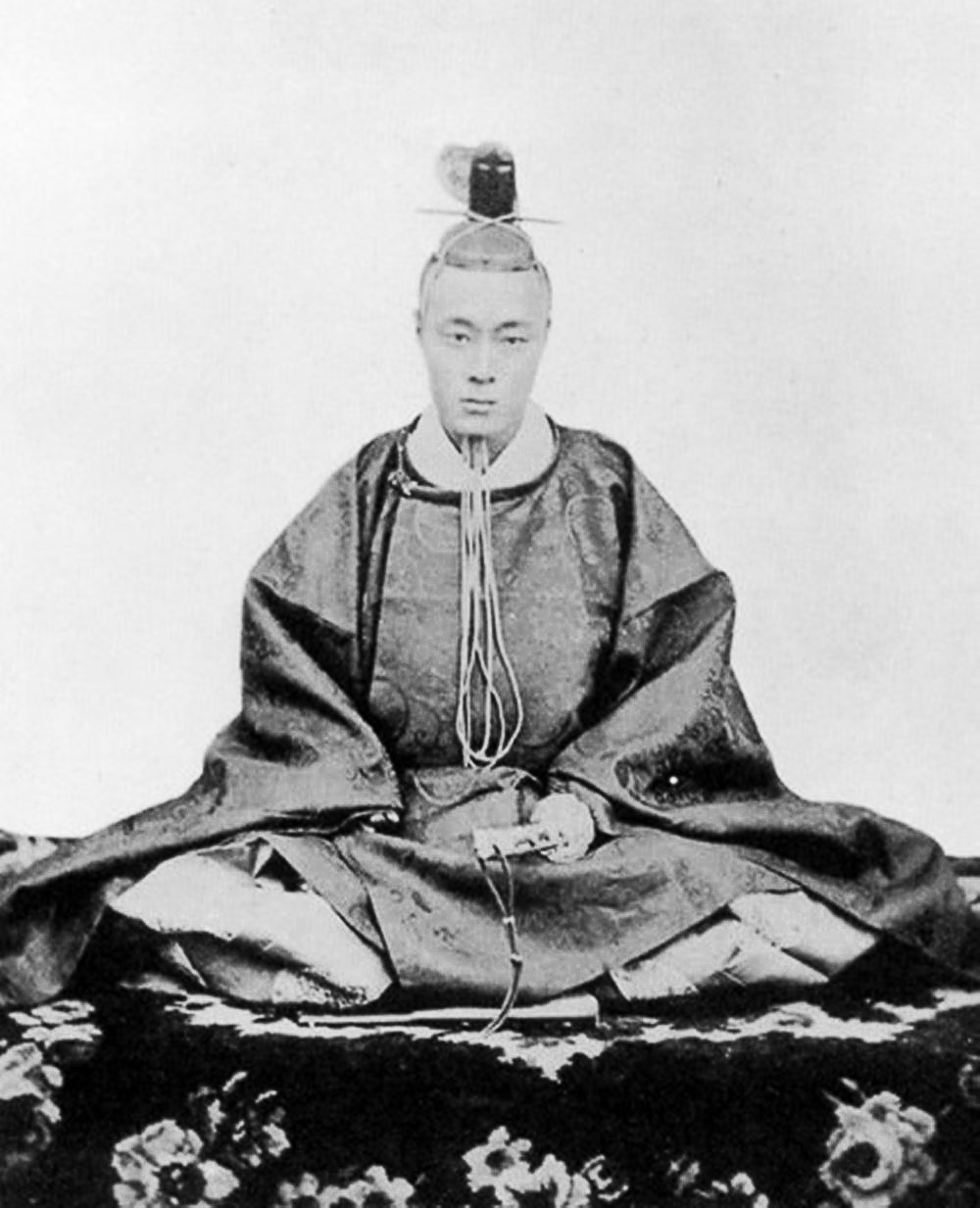
El último shogún de Tokugawa, Yoshinobu

Yoshinobu se resistió solo brevemente, pero no fue hasta finales de 1869 que los últimos grupos de bakufu fueron finalmente derrotados en la Guerra de Boshin. En el noveno mes del año siguiente, la era se cambió a Meiji, o "gobierno ilustrado", que luego se usó para el nombre póstumo del Emperador. Esto marcó el comienzo de la costumbre de nombrar póstumamente al Emperador después de la era durante la cual gobernó.

### Restauración Meiji y consolidación del poder
Meiji Tennō fue el líder simbólico de la restauración Meiji, en donde el shogunato Tokugawa fue abolido por fuerzas imperiales en una breve convulsión interna conocida como la guerra Boshin. Tras esto, el Emperador Meiji proclamó la conversión del Japón a un gobierno democrático de corte occidental. Sin embargo, el Parlamento Japonés carecía de poderes reales, que tampoco tenía el Emperador Meiji, ya que el poder pasó entonces de mano de los Tokugawa a una nueva nobleza genrō formada por los daimyō y samuráis que habían ayudado a la restauración. Esta nueva oligarquía ubicó a sus hombres en las esferas políticas y militares del nuevo gobierno.

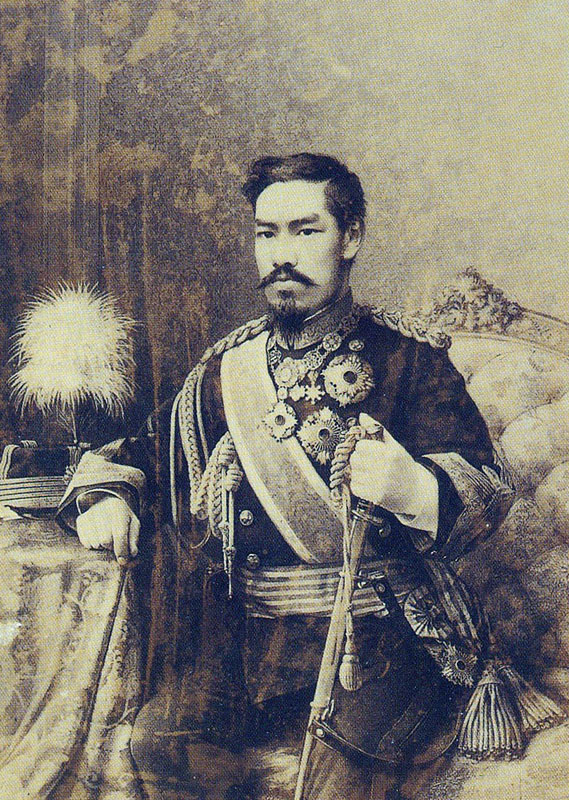
Retrato de Meiji Tennō, 1888

La restauración y modernización consecuente convirtieron a Japón en una potencia industrial, ubicándola por encima de otras naciones en el Pacífico. Si bien la función del Emperador en la restauración es discutida, su influencia pudo haber sido realmente importante en las guerras en que Japón se vio involucrada a comienzos del siglo XX. Entre las medidas que tomó se destacan, además de las ya mencionadas, el traslado de la capital de Kioto a Tokio, la implantación de un nuevo sistema de estudios (1872), la institución del Senado, Genroin (1875), la inauguración de la Asamblea Nacional (1890) y la anexión de Corea (1910). El Emperador Meiji demostró una gran longevidad en el trono manteniéndose en el poder por más de 40 años, tras la cual, se consolida el desarrollo económico y político de Japón, alzándose como potencia dominante en Asia.
El 19 de septiembre de 1868, el Emperador anunció que el nombre de la ciudad de Edo debía cambiarse a Tokio, que significa "capital oriental". Fue coronado formalmente en Kyoto el 15 de octubre (una ceremonia que se había pospuesto desde el año anterior debido a los disturbios civiles). Poco antes de la coronación, anunció que la nueva era, o nengō, se llamaría Meiji o "gobierno ilustrado". Hasta ahora, el nengō a menudo había sido cambiado varias veces en el reinado de un Emperador; a partir de ahora, se anunció que solo habría un nengō por reinado.

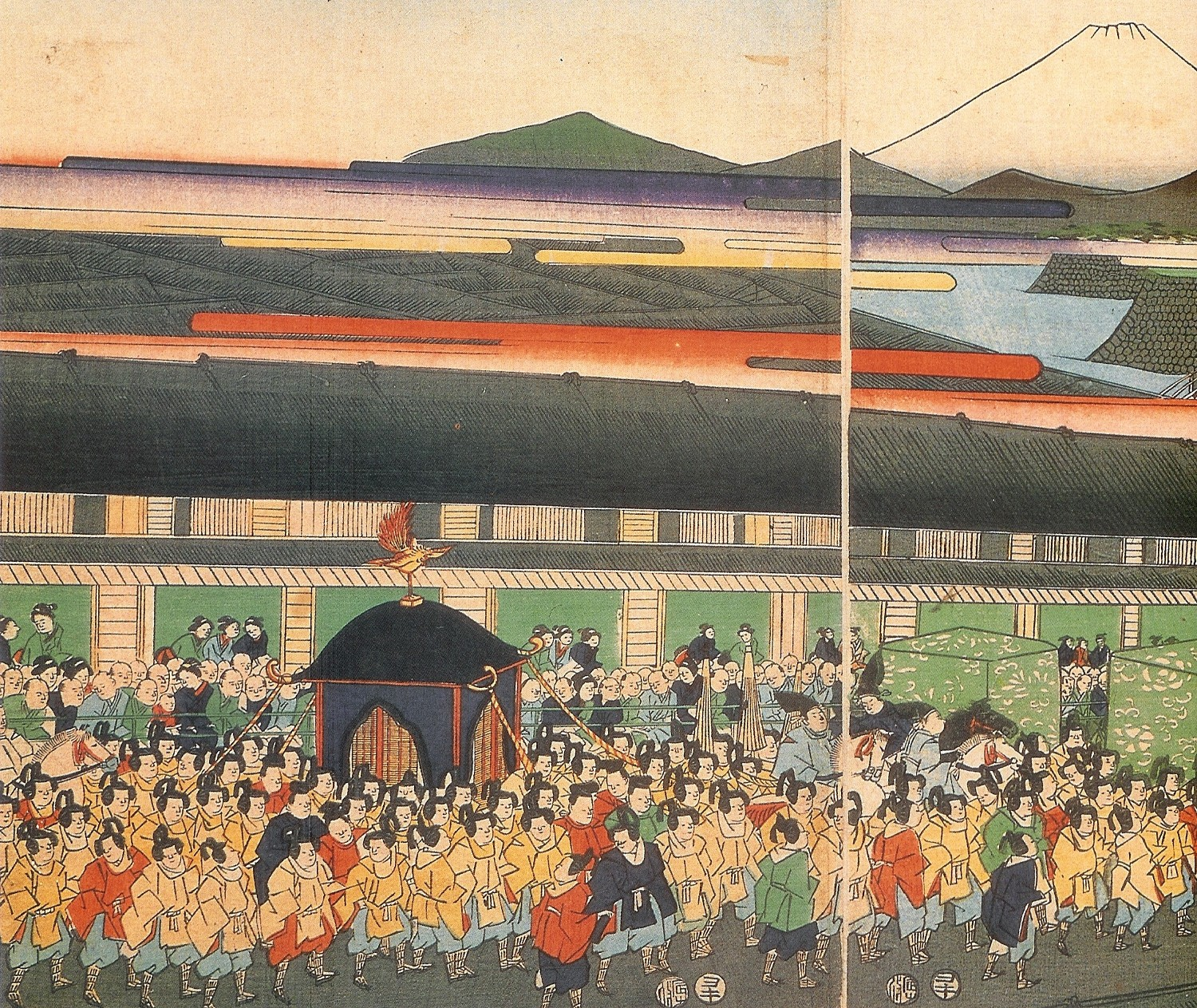
Meiji Tennō llegando a Tokio (Edo), en 1868

Poco después de su coronación, el Emperador viajó a Tokio por carretera, visitándolo por primera vez. Llegó a fines de noviembre y comenzó una estadía prolongada distribuyendo sake entre la población. La población de Tokio estaba ansiosa por una visita imperial. Tokio había sido el sitio de la corte de shōgun y la población de la ciudad temía que con la abolición del shogunato, la ciudad pudiera caer en decadencia. No sería hasta 1889 que se tomó la decisión final de trasladar la capital a Tokio.  Mientras estaba en Tokio, el Emperador abordó un barco naval japonés por primera vez, y al día siguiente dio instrucciones para estudiar cómo se podría fortalecer la armada japonesa.  Poco después de su regreso a Kioto, se emitió un rescripto a nombre del Emperador (pero probablemente escrito por funcionarios de la corte). Indicaba su intención de involucrarse en los asuntos de gobierno. Y, de hecho, asistió a reuniones de gabinete e innumerables funciones gubernamentales, aunque rara vez hablaba, casi hasta el día de su muerte.

### Reforma política
Los revolucionarios exitosos se organizaron en un Consejo de Estado y, posteriormente, en un sistema en el que tres ministros principales lideraron el gobierno. Esta estructura duraría hasta el establecimiento de un primer ministro, que lideraría un gabinete de manera occidental, en 1885. Inicialmente, ni siquiera la retención del Emperador era segura; El líder revolucionario Gotō Shōjirō declaró más tarde que algunos funcionarios "temían que los extremistas pudieran ir más allá y abolir el Mikado". Los nuevos líderes de Japón buscaron reformar el sistema de mosaico de dominios gobernados por los daimyōs. En 1869, varios de los daimyōs que habían apoyado la revolución dieron sus propiedades de tierra al Emperador y fueron nombrados de nuevo como gobernadores, con salarios considerables. Para el año siguiente, todos los demás daimyō habían seguido su ejemplo.
En 1871, cuando Japón se organizó en 72 prefecturas, el Emperador anunció que los dominios serían completamente abolidos. Los daimyō serían compensados con salarios anuales equivalentes al diez por ciento de sus ingresos anteriores (de los cuales ahora no tenían que deducir el costo de gobernar), pero se les exigió mudarse a la nueva capital, Tokio. La mayoría de los daimyō se retiraron de la política.
La nueva administración abolió gradualmente la mayoría de los privilegios del samurái, incluido su derecho a un estipendio del gobierno. Sin embargo, a diferencia de los daimyōs, muchos samurái sufrieron financieramente por este cambio. La mayoría de las otras distinciones de clase fueron abolidas. La discriminación legalizada contra la burakumin terminó. Sin embargo, estas clases continúan sufriendo discriminación en Japón hasta la actualidad.
Aunque se formó un nuevo parlamento, no tenía poder real. El poder había pasado del Tokugawa a las manos de esos daimyōs y otros samuráis que habían dirigido la Restauración. Japón estaba así controlado por el Genrō, una oligarquía que comprendía a los hombres más poderosos de las esferas militar, política y económica. El emperador mostró una mayor longevidad política que sus predecesores recientes, ya que fue el primer monarca japonés en permanecer en el trono después de los 50 años desde la abdicación del emperador Ōgimachi en 1586.
Los japoneses se enorgullecen de la Restauración Meiji, ya que junto con la industrialización que lo acompaña permitieron a Japón convertirse en el poder preeminente en el Pacífico y en un jugador importante en el mundo en una generación. Sin embargo, el papel del Emperador Meiji en la Restauración, así como la cantidad de autoridad personal e influencia que ejerció durante su reinado, sigue siendo discutible. No guardaba ningún diario, casi no escribía cartas (a diferencia de su padre) y dejaba "no más de tres o cuatro" fotografías.  Las cuentas de personas que lo conocieron o estaban cerca de él generalmente contienen poca información sustancial o están mutuamente contradictorias.

### Vida posterior y muerte
Cerca del final de su vida, varios anarquistas, incluido Shūsui Kōtoku, fueron ejecutados (1911) acusados de haber conspirado para asesinar al soberano. Esta conspiración se conocía como el Incidente de alta traición (1910).
El emperador Meiji, que sufría de diabetes, nefritis y gastroenteritis, murió de uremia. Aunque el anuncio oficial decía que murió a las 00:42 del 30 de julio de 1912, la muerte real fue a las 22:40 del 29 de julio.

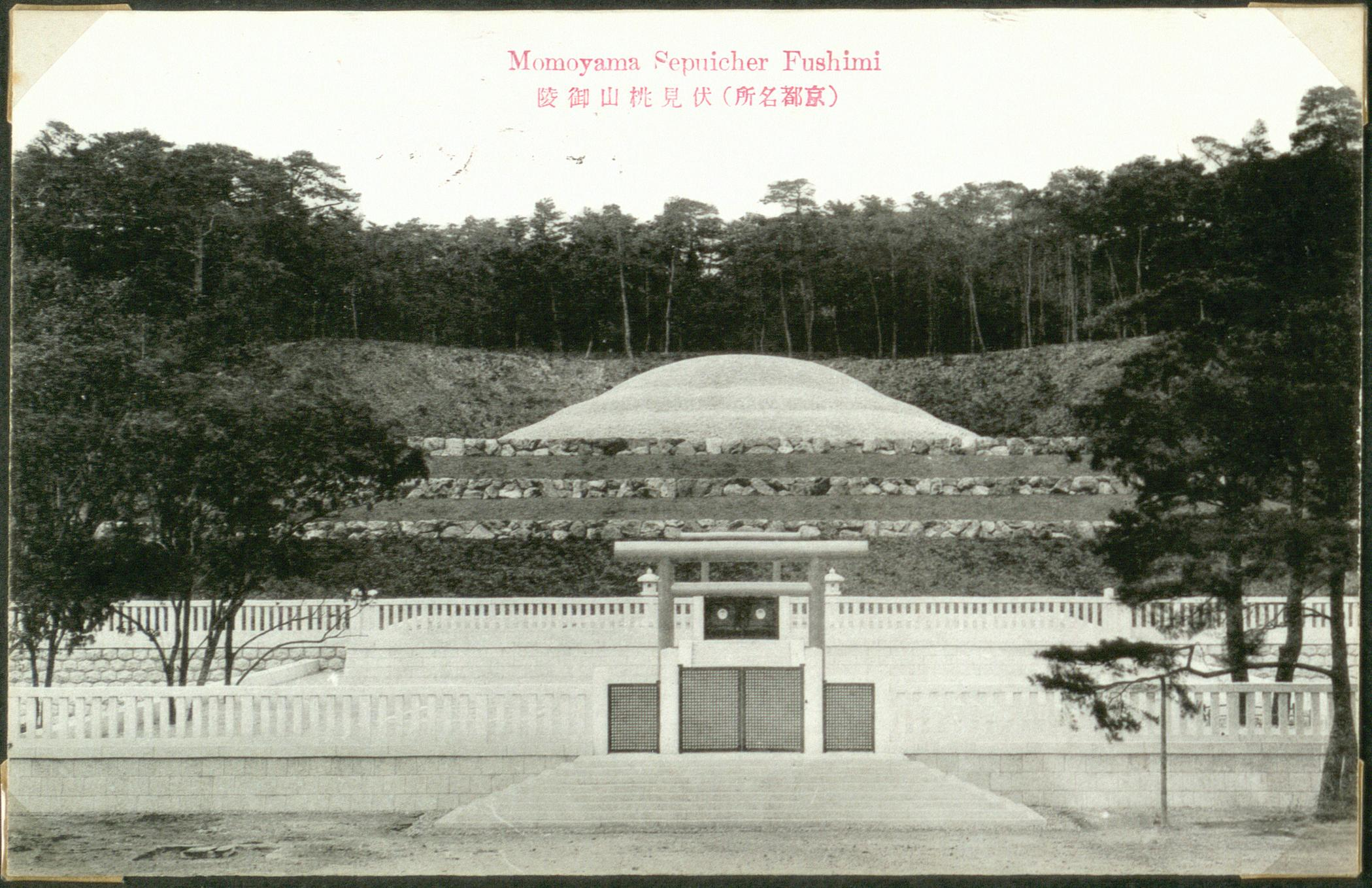
Sepulcro de los Emperadores en Fushimi Momoyama

Para 1912, Japón había pasado por una revolución política, económica y social y surgió como una de las grandes potencias del mundo. El New York Times resumió esta transformación en el funeral del Emperador en 1912 como: "el contraste entre lo que precedió al coche fúnebre y lo que le siguió fue realmente sorprendente. Antes de que se convirtiera en el antiguo Japón; después del nuevo Japón".
Después de la muerte del Emperador en 1912, la Dieta japonesa aprobó una resolución para conmemorar su papel en la Restauración Meiji. Se eligió un jardín de iris en un área de Tokio donde se conocía que visitaban el Emperador Meiji y la Emperatriz como la ubicación del edificio para el santuario sintoísta Meiji Jingū. El santuario no contiene la tumba del Emperador, que se encuentra en Fushimi Momoyama, al sur de Kioto.

## En la ficción
En la película El último samurái, es interpretado por Shichinosuke Nakamura. Al emperador se le representa como un hombre débil y fácil de manejar, sin hacer alusión al riesgo de golpe de Estado, teniendo la presión de los shogunatos rebeldes que veían intereses económicos con Estados Unidos. La determinación del Emperador solo se muestra al final cuando hace respetar sus ideas rompiendo el tratado con los estadounidenses, después de consolidar su poder tras la batalla.
El emperador Meiji es interpretado por Toshirō Mifune en la película dramática de guerra japonesa de 1980 The Battle of Port Arthur (a veces denominada 203 Kochi). Dirigida por Toshio Masuda, la película representa el asedio de Port Arthur durante la guerra ruso-japonesa, y también protagonizada por Tatsuya Nakadai (como el general Nogi Maresuke) y Tetsuro Tamba (como el general Kodama Gentarō).

## Títulos y honores

#### Títulos
| ● 3 de noviembre de 1852-11 de noviembre de 1860: | Su alteza imperial el príncipe Sachi    |
| ● 11 de noviembre de 1860-3 de febrero de 1867:   | Su alteza imperial el príncipe heredero |
| ● 3 de febrero de 1867-30 de julio de 1912:       | Su majestad imperial el emperador       |

Título póstumo:
| ● /-/: | Su majestad imperial el emperador Meiji |

#### Honores nacionales
- Orden Suprema del Crisantemo, Gran Cordón y Collar
- Orden del sol naciente con flores de paulownia

#### Honores extranjeros
- Austria-Hungría: Gran Cruz de la Orden de San Esteban, 1881[26]
- Dinamarca: Caballero de la Orden del Elefante, 18 de mayo de 1887[27]
- Imperio alemán: Caballero de la Orden del Águila Negra, con collar, 1896[28]
- Baviera: Caballero de la Orden de San Huberto, 1894[29]
- Ducados Ernestinos: Gran Cruz de la Orden de la Casa Ernestina de Sajonia, 1873[30]
- Saxe-Weimar-Eisenach: Gran Cruz de la Orden del Halcón Blanco, 1882[31]
- Reino de Grecia: Gran Cruz de la Orden del Redentor
- Reino de Hawái: Gran Cruz de la Orden de Kamehameha I, con Collar, 15 de marzo de 1881[32]
- Reino de Italia
- Caballero de la Orden de la Anunciación, 1879.
- Gran Cruz de la Orden de los Santos Mauricio y Lázaro, 1879
- Gran Cruz de la Orden de la Corona de Italia, 1879.
- Imperio ruso: Caballero de la Orden de San Andrés, 1879
- España: Caballero de la Orden del Toisón de Oro, 14 de noviembre de 1883[33]
- Tailandia: Caballero de la Orden de la Casa Real de Chakri, 22 de diciembre de 1887[34]
- Suecia-Noruega: Caballero de la Orden de los Serafines, con Collar, 11 de diciembre de 1881[35]
- Reino Unido: Caballero extraño de la Orden de la Liga, 15 de mayo de 1906[36]